# 3647 Dermott
3647 Dermott eller 1986 AD1 är en asteroid i huvudbältet som upptäcktes den 11 januari 1986 av den amerikanske astronomen Edward L.G. Bowell vid Anderson Mesa Station. Den är uppkallad efter den amerikanske astronomen Stanley F. Dermott.
Asteroiden har en diameter på ungefär 26 kilometer.